# Diêm Camille Gbogou
Diêm Camille (født 24. marts i Abidjan, Elfenbenskysten) er en dansk skuespiller, af ivoriansk oprindelse.

## Filmografi

### Film
| År   | Titel             | Rolle         | Noter |
| ---- | ----------------- | ------------- | ----- |
| 2019 | Dronningen        | Louise        |       |
| 2019 | Psykosia          | Patient       |       |
| 2020 | Druk              | Lærer         |       |
| 2022 | Den store stilhed | Søster Martha |       |

### Tv-serier
| År        | Titel                 | Rolle        | Noter |
| --------- | --------------------- | ------------ | ----- |
| 2018      | Kriger                | Kvinde       |       |
| 2018-2021 | Friheden              | Delphine     |       |
| 2020      | Sommerdahl            | Lina         |       |
| 2022      | Bad Bitch             | Nikki        |       |
| 2024      | Alex Rider (en)       | Alyona       |       |
| 2025      | The Wheel of Time     | Tsutama Rath |       |
| 2025      | Washington Black (en) | Esi          |       |
| 2025      | Alien: Earth (en)     | Siberian     |       |